# Lolo-Bouenguidi
Lolo-Bouenguidi ist ein Departement in der Provinz Ogooué-Lolo in Gabun und liegt südlich. Das Departement hatte 2013 etwa 30.000 Einwohner.

## Gliederung
- Koulamoutou